# بريت كلارك (لاعب تنس الطاولة)
بريت كلارك (بالإنجليزية: Brett Clarke)‏ هو لاعب تنس الطاولة أسترالي، ولد في 2000.

## وصلات خارجية
- بريت كلارك على موقع أوليمبيديا (الإنجليزية)
- بريت كلارك على موقع اللجنة الأولمبية الأسترالية (الإنجليزية)
- بريت كلارك على موقع دورة ألعاب الكومنولث 2006 (مؤرشف) (الإنجليزية)